# CRIPT
CRIPT (англ. CXXC repeat containing interactor of PDZ3 domain) – білок, який кодується однойменним геном, розташованим у людей на короткому плечі 2-ї хромосоми.  Довжина поліпептидного ланцюга білка становить 101 амінокислот, а молекулярна маса — 11 216.
| 10         |  | 20         |  | 30         |  | 40         |  | 50         |
| ---------- |  | ---------- |  | ---------- |  | ---------- |  | ---------- |
| MVCEKCEKKL |  | GTVITPDTWK |  | DGARNTTESG |  | GRKLNENKAL |  | TSKKARFDPY |
| GKNKFSTCRI |  | CKSSVHQPGS |  | HYCQGCAYKK |  | GICAMCGKKV |  | LDTKNYKQTS |
| V          |  |            |  |            |  |            |  |            |

A: Аланін

C: Цистеїн

D: Аспарагінова кислота

E: Глутамінова кислота

F: Фенілаланін

G: Гліцин

H: Гістидин

I: Ізолейцин

K: Лізин

L: Лейцин

M: Метіонін

N: Аспарагін

P: Пролін

Q: Глутамін

R: Аргінін

S: Серин

T: Треонін

V: Валін

W: Триптофан

Локалізований у цитоплазмі, клітинних контактах, клітинних відростках, синапсах.